# Better Days Ahead: Solo Guitar Takes on Pat Metheny
Better Days Ahead: Solo Guitar Takes on Pat Metheny ist ein Jazzalbum von John Pizzarelli. Die 2020 entstandenen Aufnahmen erschienen am 16. April 2021 auf dem Label Ghostlight.

## Hintergrund
John Pizzarelli nahm das Album während der COVID-19-Pandemie isoliert in einem Landhaus auf, mit seiner siebensaitigen Akustikgitarre, ohne Overdubbing zu verwenden. 2020 war für den Gitarristen ein besonders tragisches Jahr: Zwei Wochen nachdem er alle seine Live-Auftritte absagen musste, verlor Pizzarelli am 1. April seinen Vater Bucky Pizzarelli im Alter von 94 Jahren an das Virus; sieben Tage später, kurz nach seinem 60. Geburtstag, erlag auch seine Mutter COVID-19. Als praktische Therapie zur Bewältigung des Verlustes wandte sich Pizzarelli der Musik zu, insbesondere der Interpretation und Dekonstruktion der Kompositionen von Pat Metheny, einem Gitarristen, für dessen Musik er und sein Vater eine gemeinsame Bewunderung hatten. Pizzarellis siebensaitige Gitarre erlaubt es ihm, eine etwas tiefere Basslinie hinzuzufügen als mit einer herkömmlichen sechssaitigen Gitarre, wie man es beispielsweise auf „(It's Just) Talk“ aus Methenys Still Life (Talking) (Geffen, 1987) oder „Spring Ain't Here“ aus Letter from Home (Geffen, 1989) hören kann.

## Titelliste
- John Pizzarelli: Better Days Ahead, Solo Guitar Takes on Pat Metheny (Ghostlight Deluxe 791558460421)[2]

1. Better Days Ahead
2. Spring Ain't Here
3. April Wind / Phase Dance (Lyle Mays, Pat Metheny)
4. September Fifteenth (Lyle Mays, Pat Metheny)
5. James
6. Antonia
7. (It's Just) Talk
8. Letter from Home
9. If I Could (Lyle Mays, Pat Metheny)
10. Last Train Home
11. From This Place
12. The Bat (Lyle Mays, Pat Metheny)
13. Farmer's Trust

Wenn nicht anders vermerkt, stammen die Kompositionen alleine von Pat Metheny.

## Rezeption

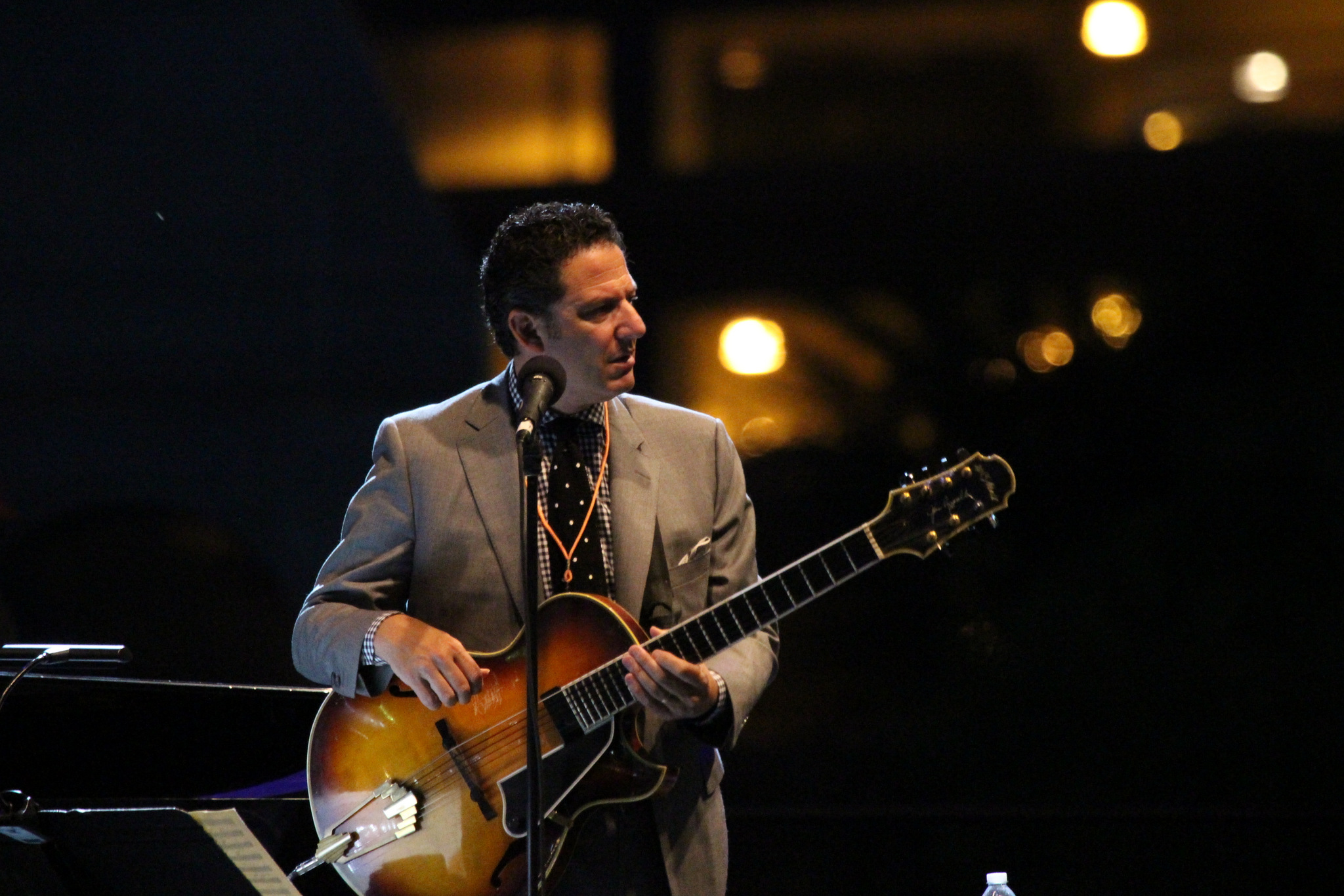
John Pizzarelli (2014)

Will Layman zählte das Album zu den besten Neuveröffentlichungen des Jahres 2021 und schrieb, auch wenn Pizzarelli ein Gitarrist sei, der nichts mit der modernen, „Beinahe-Fusion“-Musik von Metheny zu tun habe und seine Karriere der Swing-Gitarre hauptsächlich im amerikanischen Songbook-Repertoire gewidmet habe, sei er – wie jeder Gitarrist seiner Generation – mit Methenys melodischem Material aufgewachsen. Das Album bringe das Allerbeste in Pizzarellis Spiel zum Vorschein, dessen geniale Gitarrenarbeit sich leicht verwischen lasse, wenn er leutselig mitsinge. Better Days Ahead widme sich dem Allerbesten von Methenys Material, auch wenn es manchmal etwas glatter wirke, als es von der Pat Metheny Group gespielt werde, mit ihren hellen Synthesizern, wortlosen Vocals und brasilianischem Bounce. Pizzarelli biete hier ein Rezital, das mit seiner Kompliziertheit, Emotion, Präzision und Schönheit genauso fesselnd sei wie zeitgleich erschienene Soloalben von Jon Irabagon (Bird with Streams) oder Darius Jones (Raw Demoon Alchemy (A Lone Operation)).
Roger Farbey zeichnete das Album im Jazz Journal mit vier Sternen aus und schrieb, die pure Eleganz von Methenys Kompositionen sei sicherlich auf jedem dieser 13 Tracks zu erkennen. Aber zweifellos sei es Pizzarellis virtuoses Spiel, das den Hörer begeistere. Als Lobgesang auf den Maestro gelinge es auf allen Ebenen, aber es sei auch offensichtlich, dass diese Melodien auch eine liebevolle Hommage an Pizzarellis Eltern sind. Vollgestopft mit komplizierten Harmonien und prächtigen Melodielinien sei dies ein Album, das gleichermaßen hypnotisiert und verfolgt. Es möge Ketzerei sein, zu behaupten, dass Pizzarellis Interpretationen dieser feinen Kompositionen tatsächlich besser seien als die Originale, aber zumindest seien sie durchweg absolut hervorragende Interpretationen.